# Swiss Indoors 2002
Lo Swiss Indoors 2002, noto anche come Davidoff Swiss Indoors per motivi di sponsorizzazione, è stato un torneo di tennis giocato sul cemento indoor.
È stata la 33ª edizione dell'evento e faceva parte delle International Series nell'ambito dell'ATP Tour 2002. Il torneo si è giocato alla St. Jakobshalle di Basilea, in Svizzera, dal 21 al 27 ottobre 2002.

## Campioni

### Singolare
David Nalbandian ha battuto in finale  Fernando González con il punteggio di 6–4, 6–3, 6–2

### Doppio
Bob Bryan /  Mike Bryan hanno battuto in finale  Mark Knowles /  Daniel Nestor con il punteggio di 7–6(1) 7–5